# The Empire Shall Fall
The Empire Shall Fall es una banda de metalcore estadounidense de Providence, Rhode Island, que se formó en 2008 por el exvocalista de Killswitch Engage Jesse Leach. Incluye a Leach, TheEmpireShallFall consta de guitarristas Jake Davenport y Marcus de Lisle, el bajista Nick Sollecito, y el baterista Jeff Pitts

## Inicio (2008–2009)
The Empire Shall all se formó a finales de 2008 por el exvocalista de Killswitch Engage Jesse Leach con un cuantos de los instrumentistas: los guitarristas Jake Davenport y Marcus de Lisle, el bajista Nick Sollecito, y el baterista Jeff Pitts. The Empire Shall Fall es el primer vocalista de la banda Leach ha utilizado la voz en grito desde Killswitch Engage, aunque la banda mantiene algunos de los elementos canto de Seemless, que desde entonces ha sido puesto en una pausa indefinida. 
En 2008 la banda lanzó un demo que consta de cuatro canciones en su página de myspace: "Voices Forming the weapon", "The Kingdom", "These Colors Bleed", y "We The People". El demo está disponible para su descarga en la página web oficial de sello discográfico Angle Side Side Records El sello ha afirmado que "entra en la sede TheEmpireShallFall SoundLabsStudio (Dear Hunter, recepción final de las Sirenas) en abril para comenzar a grabar su primer CD que se lanzará Verano '09".

El 11 de septiembre de 2009, TheEmpireShallFall anunció a través de su página de myspace que su álbum debut Awaken sería lanzado el 17 de noviembre de 2009 con ocho canciones, incluyendo el demo grabado anteriormente temas regrabados y vuelto a trabajar, y tres canciones nuevas que sólo se había tocado en vivo.

## Awaken(2009–presente)
Awaken fue lanzado el 17 de noviembre de 2009 a través de Angle Side Side Records, propiedad de bajista de The Empire Shall Fall,  Nick Sollecito. La banda cita como sus influencias At The Gates, Meshuggah y Edge of Insanity. Awaken basa en gran medida los intereses de los miembros de la banda de jazz, punk y música experimental. Se dice que suena como Refused, At The Drive-In, Deftones y Between the Buried and Me. El álbum refleja en gran medida en los temas de la política y trascendentalismo. Líricamente los defensores álbum positividad, la unidad y empoderamiento. Inspiraciones para el álbum han sido citados como Jello Biafra, Benjamin Franklin, y Ron Paul.
Awaken vio lanzamiento europeo el 21 de junio de 2010. 
La banda ha declarado a través de sus dos individuales y de la banda perfil de Facebook, que actualmente están en el proceso de escribir un nuevo álbum, pero la fecha de lanzamiento aún se desconoce.

## Miembros
- Jesse Leach — Vocalista (2008–present)
- Jake Davenport — Guitarrista líder (2008–present)
- Marcus de Lisle — Guitarra rítmica (2008–present)
- Nick Sollecito — bajo (2008–present)
- Jeff Pitts — batería, Percusión (2008–present)

## Discografía
| Año  | detalles del álbum                                                          | Chart peaks | Chart peaks | Chart peaks | Certificaciones (las ventas de los umbrales) |
| Año  | detalles del álbum                                                          | US          | UK          | AUS         | Certificaciones (las ventas de los umbrales) |
| ---- | --------------------------------------------------------------------------- | ----------- | ----------- | ----------- | -------------------------------------------- |
| 2009 | Awaken - Released: 17 de noviembre de 2009 - Label: Angle Side Side Records | —           | —           | —           |                                              |